# Надо, Себастьян
Себастьян Надо (фр. Sébastien Nadot; род. 8 июля 1972, Флёранс) — французский историк, писатель и политик. На выборах 2017 года он был избран членом La République En Marche! в Национальное собрание Франции, представляя департамент Верхней Гаронны 10го избирательного округа . В декабре 2018 года он был исключен из LREM за то, что проголосовал против проекта бюджета на 2019 год. В мае 2020 года он был одним из 17 первых членов новой группы " Экология, Демократия и Солидарность " в Национальной Ассамблеи.
Надо был доцентом кафедры физкультуры и спорта, а также доктором исторических наук. С декабря 2015 года по 18 июня 2017 года он был ассоциированным членом EESC (Экономический, социальный и экологический совет), секция занятости и труда. Он является членом Парламентской ассамблеи франкоязычных стран. Заседая в комитете по иностранным делам, после официального обращения к правительству с письменным вопросом, он выступает против продажи французского оружия, используемого Саудовской Аравией и Объединёнными Арабскими Эмиратами для ежедневных бомбардировок гражданского населения Йемена. В интервью программе «Quotidien» 23 февраля 2018 года, представленном Яном Бартом, он ясно просит приостановить продажу оружия арабским государствам Персидского залива, которые используют его против гражданского населения, в соответствии с резолюцией Европейского Парламента. 6 апреля 2018 года он подал в Национальную Ассамблею Франции запрос об открытии комиссии по расследованию соблюдения международных обязательств Франции в отношении лицензий на экспорт оружия в Йемене .  Он также активно занимается вопросом прав человека в Камеруне, подчеркивая опасность вспышки насилия в англоязычном регионе, что напоминает процесс, приведший к геноциду в Руанде .
Он был соорганизатором и председателем международного коллоквиума «Dialoguer Entre Ennemis» в мае 2021 года, в котором приняли участие лауреат Нобелевской премии 2018 года Денис Муквеге, бывший президент Шинн Фейнн Джерри Адамс, бывший председатель Кнессета Авраам Бург и другие. Целью этого собрания было наладить обмен мнениями между бывшими врагами о мирном разрешении конфликтов. Рассматривались пять географических областей: Демократическая Республика Конго, Северная Ирландия, Колумбия, Израиль и Страна Басков .

## Академическая карьера
Надо преподавал в различных средних и университетских учебных заведениях и центрах профессионального обучения (Мант-ла-Жоли, Орлеан, Бурж, Ницца, Тулуза, несколько учебных заведений Верхней Гаронны). Обладатель докторской степени по истории и цивилизациям EHESS в Париже (2009), он также преподавал историю в Орлеанском университете (1998—2003) и Университете Ниццы (2005—2008). В 2015/2016 годах он проходит подготовку в ENA для повышения квалификации в Институте политических исследований Тулузы.
Его академическая работа была сосредоточена на истории тела, физических практиках и образовании. Его диссертация и недавняя работа позволяют подойти к спорту в его антропологическом континууме, от Древней Греции и её Олимпийских игр до наших дней. Контуры современного спорта и их сложность во многом будут связаны с прочной связью телесных практик со средствами массовой информации. В отличие от работы Норберта Элиаса, который связывает рождение спорта со снижением степени насилия на практике и появлением особой этики, его теория не противоречит некоторым идеям Пьера де Кубертена, писавшего о средневекового рыцаря, что «спортивная страсть овладевает им, возвышает его и через него и через него распространится по всей Западной Европе от Германии, Испании, от Италии до Англии, Франции, служа центральным узлом движения»
Вдохновленный идеями Жоржа Дюби и Эрика Хобсбаума, его работа также сосредоточена на отношениях между людьми и их территориями и на понятии человеческих сетей на примере рыцарских орденов или вестников оружия: построение спортивного кодекса. поведения предшествует восемнадцатому веку.
В своей диссертации под названием «Рыцарские поединки, корни и отсутствие оружия в Кастилии, Бургундии и Франции (1428—1470)» Себастьян Надо показывает, что спорт уже существовал в пятнадцатом веке и, следовательно, спорт не родился во Франции. XIX века в Англии внутри буржуазии.
Это историческое видение открывает брешь в здании, построенном на основе работы Норберта Элиаса. В дополнение к этому вкладу в разрыв с широко распространенной доксой (см. на эту тему работы по синтезу Жоржа Вигарелло) он также показал, что организация рыцарства вокруг европейских состязаний работает как система в сложной сети. Себастьян Надо напоминает о «международном рыцарстве», разделяя одни и те же коды, особенно в преддверии турниров и игр. Эти спортивные мероприятия выходят за рамки границ и сопровождаются общей культурной базой, в которой лежат вежливость, честная игра, честь и лояльность. Часть диссертации пытается продемонстрировать, что средневековые спортивные соревнования являются первоклассными средствами коммуникации, прообразом современных Олимпийских игр. За величайшим средневековым зрелищем вырисовываются политические, дипломатические и финансовые вопросы. Специалист по играм Себастьян Надо больше интересуется спортивным явлением, понятием конфликта (физического или словесного), а также «возрождением» Средневековья в двадцать первом веке. Его работа над рыцарскими орденами, рыцарскими путешествиями и вестниками оружия также натолкнула на размышления о средневековых социальных сетях.
С другой стороны, если спорт не родился вместе с британской промышленной революцией внутри буржуазии, он ставит под сомнение его «капиталистическую» сущность и его природу как поля идеологической борьбы.
Опираясь на результаты своего исследования средневековых рыцарских поединков, Себастьян Надо предлагает новую теорию эволюции спорта. В каждую эпоху правящий класс пытался с помощью спорта навязать другим свои ценности и, кроме того, свое превосходство. Таким образом, сегодня спорт является выражением неоконсервативного либерализма. Идея его рождения в начале девятнадцатого века будет выражением нового господства буржуазии. Вера в то, что спорт ex-nihilo зародился в Англии в то время, была бы путаницей с процессом усиления демократизации, особенно в его постепенном открытии для женщин.
Эти работы подлежат более широкому обсуждению: усердные авторы истории спорта (Норберт Элиас, Аллен Гуттманн) считают, что современный спорт возникает только на рубеже восемнадцатого и девятнадцатого веков, специалисты средневековья и нового времени претендуя на право использовать это понятие, даже несмотря на то, что многие критерии современного спорта не заканчиваются раньше девятнадцатого века.

## Политическая карьера
Кандидат-гражданин на президентских выборах 2017 года, поддерживаемый Движением прогрессистов, которое продвигает новую демократическую динамику вокруг трех столпов: социальный прогресс, который приносит пользу всем, экологический фильтр, устанавливаемый перед любым общественным решением, и этапы участия граждан в принятии решений в политических действиях. . Он говорит, что хочет стереть грань между политической элитой и гражданами. Его кандидатура изначально должна была быть внесена в список основных граждан 2017 года, но первый секретарь PS Жан-Кристоф Камбадели снял её. Чтобы заблокировать Франсуа Фийона и Марин Ле Пен, он выступил с призывом к сбору «прогрессивных сил» к президентским выборам, адресованным Эммануэлю Макрону, Жан-Люку Меланшону, Шарлотте Маршандис и Яннику Жадо .
Он стал первым французский политиком, который использовал плакат кампании с дополненной реальностью.
В январе 2017 года Надо опубликовал политическую сказку под названием Reinette 2.0. В этом романе он обсуждает отношения между демократией, Интернетом и социальными сетями.
В феврале 2017 года, столкнувшись с трудностями при сборе 500 спонсорских средств, необходимых для участия в президентских выборах, он объявил о своем выходе, чтобы лично поддержать Эммануэля Макрона, и присоединился к политическому совету En Marche!
Надо был выбран En Marche! быть их кандидатом на выборах в законодательные органы по 10му округу Верхней Гаронны . Он был избран с 60,7 % голосов во втором туре. В парламенте он работает в комитете по иностранным делам. Помимо работы в комитете, он возглавляет парламентскую группу дружбы Франция- Квебек .
В 2018 году Надо и ещё 15 других подписантов официально подали запрос о создании комиссии по расследованию законности продажи французского оружия возглавляемой Саудовской Аравией коалиции, воюющей в Йемене, за несколько дней до официального визита наследного принца Саудовской Аравии Мухаммеда бен Салмана в Париж. .
В конце 2020 и начале 2021 года Себастьян Надо поддерживал дело каталонских парламентариев, находящихся в заключении в Испании. Он защитил их право на осуществление своего мандата в Европарламенте, поскольку их депутатская неприкосновенность была снята. Он спросил об этом министра Европы и иностранных дел Франции Жана-Ива Ле Дриана, на что министр ответил, подтвердив свою поддержку верховенства закона в Испании и полномочия Европейского парламента по снятию иммунитета. Г-н Надо посетил парламент Каталонии, чтобы подтвердить свою поддержку парламентариев, находящихся в заключении.
5 мая 2021 года он стал президентом недавно созданной парламентской комиссии по расследованию миграции, перемещения населения, условий жизни и доступа к закону для мигрантов, беженцев и лиц без гражданства в отношении национальных, европейских и международных обязательств Франции. Он направлен на противодействие применению закона в отношении ценностей и принципов Франции, а также её международных обязательств.
2 марта 2022 года он объявил, что не будет баллотироваться на выборах в законодательные органы Франции 2022 года .

## Список используемой литературы
Камерун? Мы все должны остановить эту комедию, редактор Teham, Париж, 2020.